# Казаков, Виктор Алексеевич
Виктор Алексеевич Казако́в (род. 4 апреля 1949) — российский государственный и политический деятель, депутат Государственной Думы IV, V, VI, VII созывов. Член фракции «Единая Россия», член комитета Госдумы по аграрным вопросам, член счётной комиссии. Из-за вторжения России на Украину находится под международными санкциями Евросоюза, США, Великобритании и ряда других стран.

## Биография
В 1972 году получил высшее образование по специальности «Технология и комплексная механизация разработки нефтяных и газовых месторождений» в Куйбышевском политехническом институте. С 2000 года Академик Международной академии информатизации (общественной организации, не признаваемой в научном сообществе).
С 1965 года работал слесарем в геодезической организации, затем лаборантом в институте.
С 1972 по 1989 году работал оператором по подземному ремонту скважин, мастером нефтегазодобывающего управления, инженером-технологом, начальником отдела управления производством, заместителем начальника, главным инженером и начальником нефтегазодобывающего управления «Кинельнефть» объединения «Куйбышевнефть». В 1989 переведён в объединение «Куйбышевнефть», был назначен главным инженером, затем до 1994 года работал заместителем генерального директора.
В 1994 году объединение «Куйбышевнефть» было переименовано в акционерное общество «Самаранефтегаз», генеральным директором которого до 1995 года был В. А. Казаков, который в том же году занял должность первого вице-президента нефтяной компании ЮКОС.
В 1997 году вошёл в Совет директоров АО «Волготанкер», был избран заместителем председателя правления компании «Роспром-ЮКОС».
В 1998 году должно было состояться объединение Нефтяных компаний «ЮКОС» и «Сибнефть» под новым брендом «ЮКСИ», Казаков был назначен вице-президентом, заместителем председателя правления. После неудачной попытки слияния В. А. Казаков в 1998—2000 году работал членом совета директоров акционерного общества «Восточная нефтяная компания». В 2000 году на выборах главы администрации Самарской области входил в избирательный штаб действующего главы региона Титова. В 2003 году был назначен первым заместителем главы Самарской области К.А.Титова.
В декабре 2003 года избран депутатом Государственной думы IV созыва по одномандатному избирательному округу № 151  в Самаре от партии «Единая Россия». После отмены выборов по одномандатным округам, в декабре 2007 года баллотировался в Государственную Думу V созыва по спискам партии «Единая Россия», по результатам выборов избран депутатом.
В декабре 2011 года переизбран депутатом Государственной думы VI созыва по федеральному партийному списку Единой России от Самарской области..
В сентябре 2016 года переизбран депутатом Государственной думы VII созыва по Красноглинскому одномандатному избирательному округу № 160 в Самаре от партии «Единая Россия»..
В 2018 году депутатом в Государственной Думе проголосовал за повышение пенсионного возраста.
На Выборах в Государственную думу (2021) на съезде партии «Единая Россия» 19 июня, повторно выдвинут кандидатом в депутаты Государственной думы по Красноглинскому одномандатному избирательному округу № 160 в Самаре.

## Законотворческая деятельность
С 2003 по 2019 год, в течение исполнения полномочий депутата Государственной Думы IV, V, VI и VII созывов, выступил соавтором 64 законодательных инициатив и поправок к проектам федеральных законов.

## Награды и звания
- Орден «Знак Почёта»[4]
- Орден Дружбы[4][12]
- Заслуженный работник нефтяной и газовой промышленности Российской Федерации[4]
- Звание «Почетный нефтяник»[4]
- Звание «Отличник нефтяной промышленности»[4]

## Интересные факты
Депутат Государственной думы от Самарской области Виктор Казаков за 2020 год заработал 8. 379 млн.руб. при этом его супруга заработала больше мужа: 72. 240 млн.руб. Оба супруга владеют квартирой 165 кв. м.  В собственности дом 498 кв. м. два земельных участка 1100 и 1298 кв. м. Два машиноместа. Депутат ГД от Самарской области Виктор Казаков вместо самарской отечественной марки Lada предпочитает иметь в собственности английский внедорожник Land Rover Discovery 4, а его супруга немецкий Mercedes-Benz GL-класс 500.